# Anomocaulus fulvovestitus
Anomocaulus fulvovestitus är en skalbaggsart som beskrevs av Leon Fairmaire 1878. Anomocaulus fulvovestitus ingår i släktet Anomocaulus och familjen Dynastidae. Inga underarter finns listade i Catalogue of Life.